# Editio purificata
Editio purificata (łac. „wydanie oczyszczone”) – takie wydanie tekstu, w którym uległ on okrojeniu ze względu na określone potrzeby i cele edycji i został pozbawiony fragmentów uznanych za szkodliwe lub zbyteczne dla jej odbiorcy. Editiones purificatae powstają zwłaszcza dla celów dydaktycznych - wydania okrojone z innych względów niż potrzeby edycji i jej odbiorcy (np. politycznych, obyczajowych) to editiones castigatae (castratae).
Wydania takie określa się jako ad usum Delphini („na użytek Delfina”). Nazwa pochodzi od tytułu delfina Francji, którym określano we Francji najstarszego syna króla i dziedzica korony. Pierwotnie tym łacińskojęzycznym zwrotem opatrzono specjalną wielotomową edycję dzieł klasycznych przygotowaną przez ojca Le Tellier dla Ludwika, syna króla francuskiego Ludwika XIV. 
Z czasem zaczęto opatrywać tak również ogólnodostępne wydania literatury, z których dane gremia cenzorskie usuwały wybrane fragmenty, a dotyczyło to nie tylko młodzieżowych wersji literatury pisanej pierwotnie dla dorosłych, ale nawet literatury typowo młodzieżowej lub dziecięcej, zależnie od przesłanek, jakimi się kierowały. W Polsce np. wydawano okrojone wersje Guliwera czy Robinsona.